# Limfoma primari del sistema nerviós central
Un limfoma primari del sistema nerviós central (LPSNC), també conegut com a microglioma i limfoma cerebral primari, és un tumor intracranial primari que apareix sobretot en pacients amb immunodeficiència greu (típicament pacients amb sida). Els LPSNC representen al voltant del 20% de tots els casos de limfomes en les infeccions per VIH (altres tipus són els limfomes de Burkitt i limfomes immunoblàstics). El LPSNC està altament associat amb el virus d'Epstein-Barr (VEB) (> 90%) en els pacients immunodeficients (com ara aquells amb sida i els immunosuprimits), i no té una predilecció per qualsevol grup d'edat en particular. La mitjana de CD4+ en el moment del diagnòstic és de ~50/ul. En pacients immunocompromesos, el pronòstic és generalment pobre. En pacients immunocompetents (és a dir, els pacients que no tenen sida o alguna altra immunodeficiència), poques vegades hi ha una associació amb la infecció pel VEB o altres virus d'ADN. En la població immunocompetent, els LPSNC solen aparèixer en pacients d'edat avançada entre els 50 i 60 anys. És important destacar que, s'ha informat d'haver augmentat la incidència de LPSNC en més de 10 vegades (de 2,5 casos a 30 casos per cada 10 milions d'habitants) en la població immunocompetent. La causa de l'augment de la incidència d'aquesta malaltia en la població immunocompetent és desconeguda.